# Danh sách đĩa đơn quán quân Hot 100 năm 2010 (Mỹ)

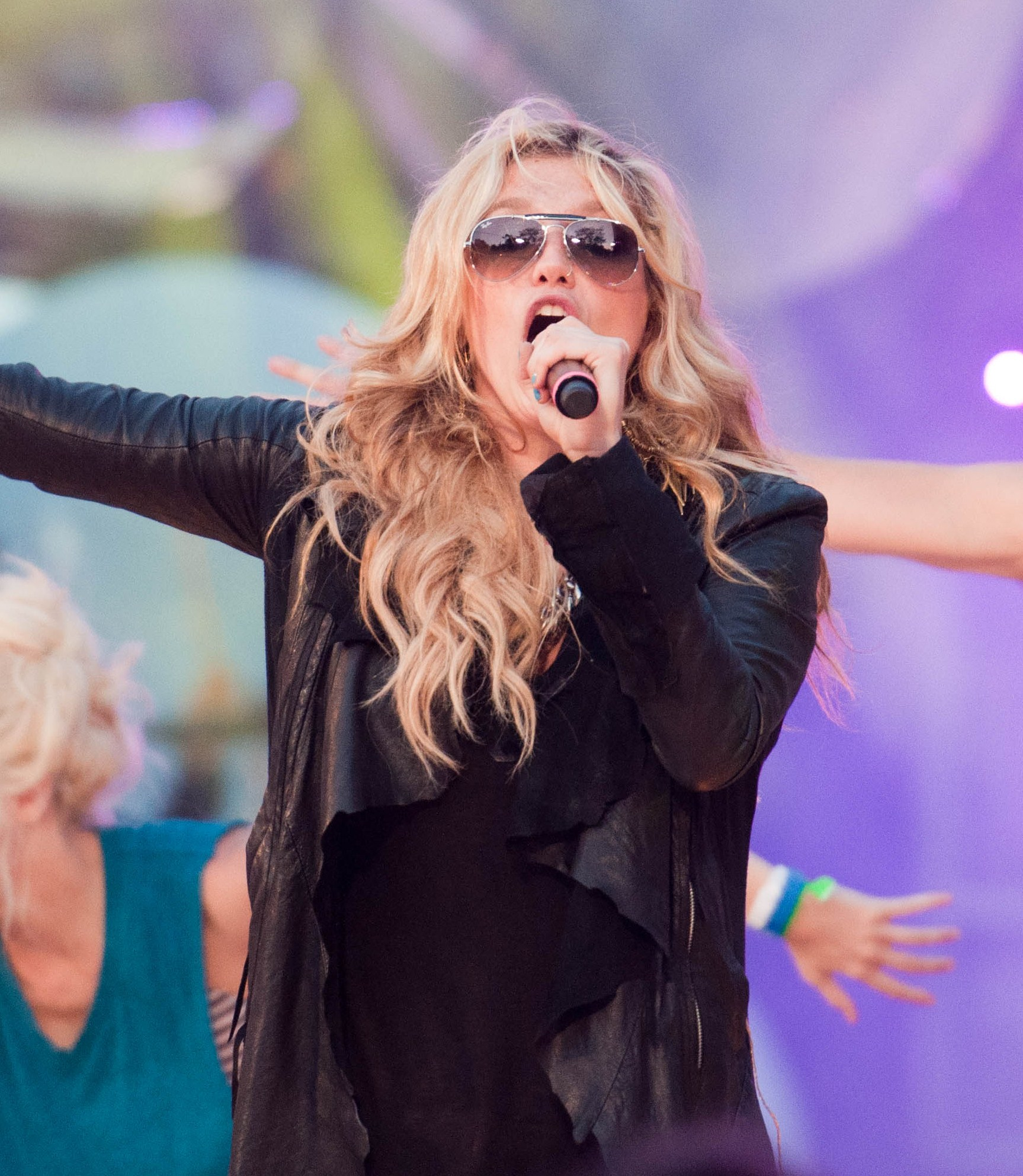
Đĩa đơn đầu tay "Tik Tok" của ngôi sao nhạc pop Kesha là đĩa đơn đứng đầu bảng lâu nhất trong năm, trải qua chín tuần liên tiếp, đĩa đơn đầu tay đứng đầu bảng lâu nhất bởi một ca sĩ nữ kể từ Debby Boone năm 1977.

Billboard Hot 100, công bố hàng tuần bởi tạp chí Billboard, là bảng xếp hạng các đĩa đơn thành công nhất tại thị trường âm nhạc Hoa Kỳ. Các số liệu cho việc xếp hạng được Nielsen SoundScan tổng hợp chung dựa trên doanh số đĩa thường và nhạc số và tần suất phát trên sóng phát thanh. Có tổng cộng 17 đĩa đơn quán quân trong năm 2010.
Trong năm 2010, có 9 nghệ sĩ đã giành những đĩa đơn quán quân ở Mỹ đầu tiên của họ, với các đĩa đơn riêng hoặc hợp tác như: Kesha, Taio Cruz, B.o.B, Bruno Mars, will.i.am, Far East Movement, The Cataracs, Dev, và Drake.
Rihanna chiếm được 4 đĩa đơn quán quân trong năm – 3 trong số đó là đĩa đơn solo và 1 là hợp tác với Eminem trong bài hát "Love the Way You Lie" – đó là lần đầu tiên một nghệ sĩ nữ đạt được thành tích này trong chỉ một năm. Cô cũng trở thành một nghệ sĩ nữ có nhiều đĩa đơn quán quân với 9 đĩa đơn. Katy Perry, Eminem, Kesha, và Bruno Mars đều có nhiều đĩa đơn quán quân trong năm, Katy Perry với 3 đĩa đơn liên tiếp – thành tích mới nhất sau khi ca sĩ R&B Monica có được 11 năm trước.
Usher trở thành nghệ sĩ đầu tiên đều có các đĩa đơn quán quân tại các thập kỷ 90, 2000 và 2010 khi bài hát của anh "OMG" đạt vị trí số 1, trở thành đĩa đơn quán quân thứ 9 của anh. Tik Tok của Kesha là đĩa đơn đứng đầu bảng nhiều tuần nhất trong năm (9 tuần liên tiếp) – kỷ lục cho đĩa đơn đầu tay đứng đầu bảng nhiều nhất bởi một nghệ sĩ nữ từ năm 1977. 2 đĩa đơn ra mắt album đứng đầu bảng xếp hạng này là "Not Afraid" của Eminem và "We R Who We R" của Kesha, trở thành đĩa đơn thứ 16 và 17 chỉ mới ra mắt đã đạt vị trí số một trong lịch sử bảng xếp hạng.

## Lịch sử bảng xếp hạng

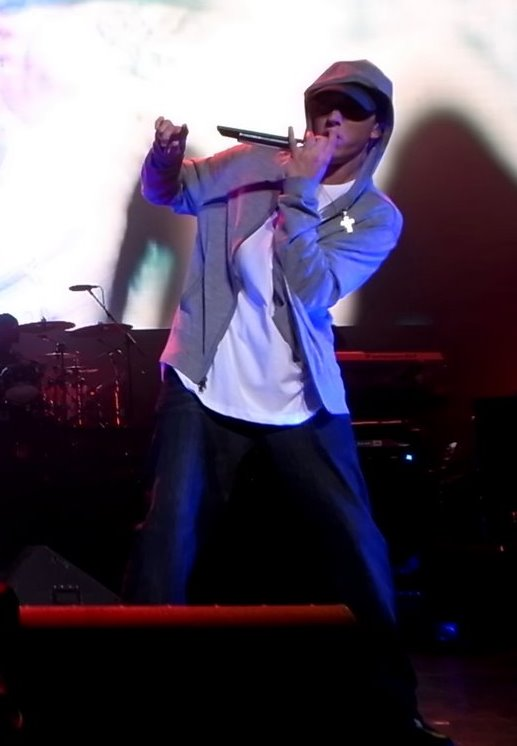
Đĩa đơn đầu tiên trích từ album của rapper Eminem – Recovery) "Not Afraid" trở thành ca khúc hip-hop đầu tiên vừa ra mắt đã đứng đầu bảng xếp hạng sau đĩa đơn của Puff Daddy là "I'll Be Missing You" vào năm 1997. Album cũng trích một đĩa đơn nữa và đạt vị trí quán quân năm 2010 với "Love the Way You Lie" (hợp tác với Rihanna).

Rihanna trở thành nghệ sĩ nữ đầu tiên trong lịch sử bảng xếp hạng có 4 đĩa đơn quán quân trong một năm. Cô ấy cũng trở thành nghệ sĩ đầu tiên có đĩa đơn đầu tiên trích từ album đạt vị trí số 1 sau đĩa đơn thứ 2, khi "Only Girl (In the World)" đứng đầu bảng xếp hạng 2 tuần sau "What's My Name?"

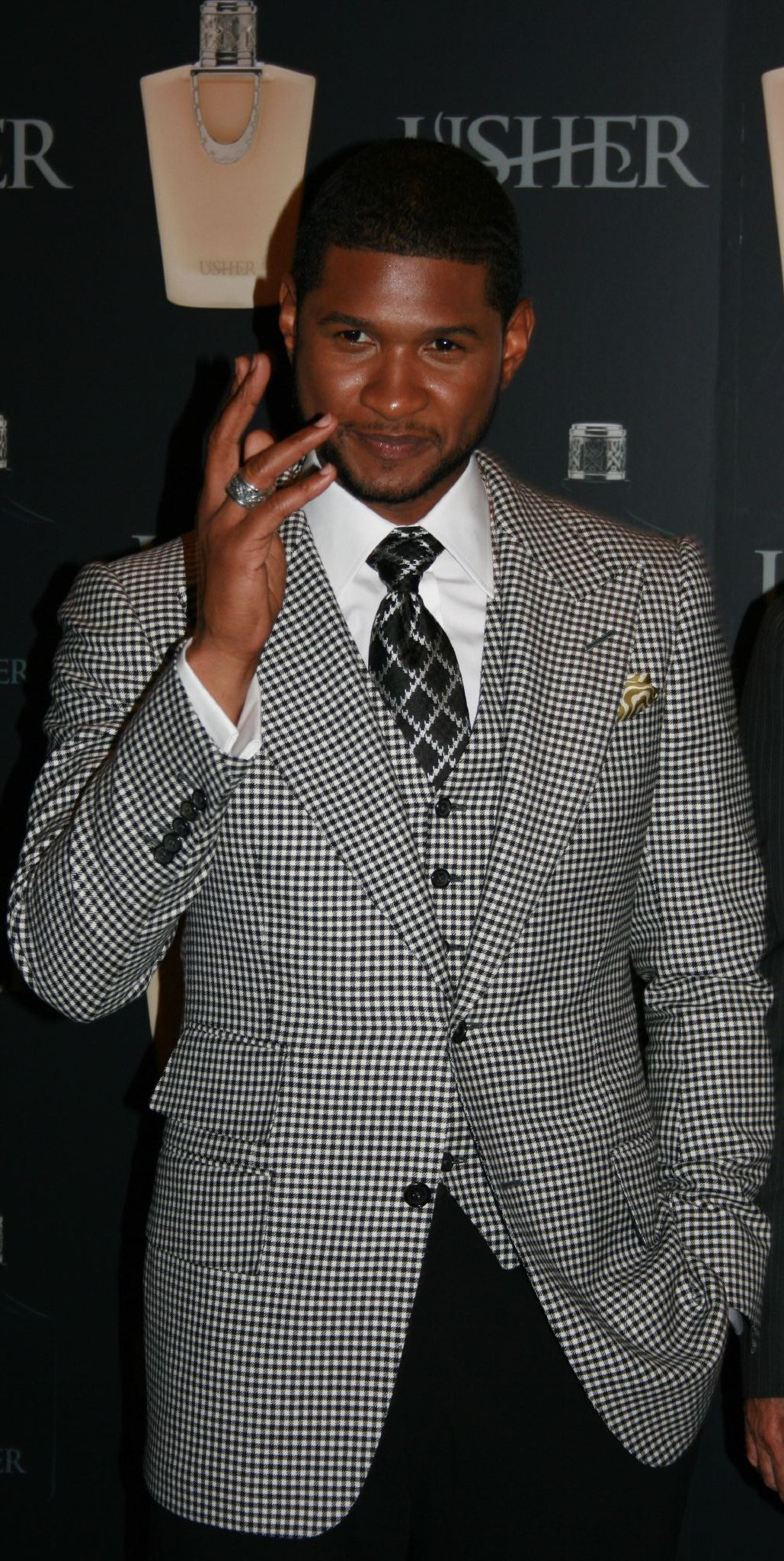
Usher trở thành nghệ sĩ đầu tiên đều có đĩa đơn quán quân vào cả ba thập niên 90, 2000 và 2010 khi "OMG" đạt vị trí số 1.

| Ngày phát hành | Bài hát                    | Nghệ sĩ                                           | Chú thích     |
| -------------- | -------------------------- | ------------------------------------------------- | ------------- |
| 2 tháng 1      | "Tik Tok"                  | Kesha                                             | [ 1 ]         |
| 9 tháng 1      | "Tik Tok"                  | Kesha                                             | [ 12 ]        |
| 16 tháng 1     | "Tik Tok"                  | Kesha                                             | [ 13 ]        |
| 23 tháng 1     | "Tik Tok"                  | Kesha                                             | [ 14 ]        |
| 30 tháng 1     | "Tik Tok"                  | Kesha                                             | [ 15 ]        |
| 6 tháng 2      | "Tik Tok"                  | Kesha                                             | [ 16 ]        |
| 13 tháng 2     | "Tik Tok"                  | Kesha                                             | [ 17 ]        |
| 20 tháng 2     | "Tik Tok"                  | Kesha                                             | [ 18 ]        |
| 27 tháng 2     | "Tik Tok"                  | Kesha                                             | [ 19 ]        |
| 6 tháng 3      | "Imma Be"                  | Black Eyed Peas                                   | [ 20 ]        |
| 13 tháng 3     | "Imma Be"                  | Black Eyed Peas                                   | [ 21 ]        |
| 20 tháng 3     | "Break Your Heart"         | Taio Cruz hợp tác với Ludacris                    | [ 2 ]         |
| 27 tháng 3     | "Rude Boy"                 | Rihanna                                           | [ 22 ]        |
| 3 tháng 4      | "Rude Boy"                 | Rihanna                                           | [ 23 ]        |
| 10 tháng 4     | "Rude Boy"                 | Rihanna                                           | [ 24 ]        |
| 17 tháng 4     | "Rude Boy"                 | Rihanna                                           | [ 25 ]        |
| 24 tháng 4     | "Rude Boy"                 | Rihanna                                           | [ 26 ]        |
| 1 tháng 5      | "Nothin' on You"           | B.o.B hợp tác với Bruno Mars                      | [ 3 ]         |
| 8 tháng 5      | "Nothin' on You"           | B.o.B hợp tác với Bruno Mars                      | [ 27 ]        |
| 15 tháng 5     | "OMG"                      | Usher hợp tác với will.i.am                       | [ 11 ]        |
| 22 tháng 5     | "Not Afraid"               | Eminem                                            | [ 28 ]        |
| 29 tháng 5     | "OMG"                      | Usher hợp tác với will.i.am                       | [ 29 ]        |
| 5 tháng 6      | "OMG"                      | Usher hợp tác với will.i.am                       | [ 30 ]        |
| 12 tháng 6     | "OMG"                      | Usher hợp tác với will.i.am                       | [ 31 ]        |
| 19 tháng 6     | "California Gurls"         | Katy Perry hợp tác với Snoop Dogg                 | [ 32 ]        |
| 26 tháng 6     | "California Gurls"         | Katy Perry hợp tác với Snoop Dogg                 | [ 33 ]        |
| 3 tháng 7      | "California Gurls"         | Katy Perry hợp tác với Snoop Dogg                 | [ 34 ]        |
| 10 tháng 7     | "California Gurls"         | Katy Perry hợp tác với Snoop Dogg                 | [ 35 ]        |
| 17 tháng 7     | "California Gurls"         | Katy Perry hợp tác với Snoop Dogg                 | [ 36 ]        |
| 24 tháng 7     | "California Gurls"         | Katy Perry hợp tác với Snoop Dogg                 | [ 37 ]        |
| 31 tháng 7     | "Love the Way You Lie"     | Eminem hợp tác với Rihanna                        | [ 9 ]         |
| 7 tháng 8      | "Love the Way You Lie"     | Eminem hợp tác với Rihanna                        | [ 38 ]        |
| 14 tháng 8     | "Love the Way You Lie"     | Eminem hợp tác với Rihanna                        | [ 39 ]        |
| 21 tháng 8     | "Love the Way You Lie"     | Eminem hợp tác với Rihanna                        | [ 40 ]        |
| 28 tháng 8     | "Love the Way You Lie"     | Eminem hợp tác với Rihanna                        | [ 41 ]        |
| 4 tháng 9      | "Love the Way You Lie"     | Eminem hợp tác với Rihanna                        | [ 42 ]        |
| 11 tháng 9     | "Love the Way You Lie"     | Eminem hợp tác với Rihanna                        | [ 43 ]        |
| 18 tháng 9     | "Teenage Dream"            | Katy Perry                                        | [ 44 ]        |
| 25 tháng 9     | "Teenage Dream"            | Katy Perry                                        | [ 45 ]        |
| 2 tháng 10     | "Just the Way You Are"     | Bruno Mars                                        | [ 8 ]         |
| 9 tháng 10     | "Just the Way You Are"     | Bruno Mars                                        | [ 46 ]        |
| 16 tháng 10    | "Just the Way You Are"     | Bruno Mars                                        | [ 47 ]        |
| 23 tháng 10    | "Just the Way You Are"     | Bruno Mars                                        | [ 48 ]        |
| 30 tháng 10    | "Like a G6"                | Far East Movement hợp tác với The Cataracs và Dev | [ 4 ]         |
| 6 tháng 11     | "Like a G6"                | Far East Movement hợp tác với The Cataracs và Dev | [ 49 ]        |
| 13 tháng 11    | "We R Who We R"            | Kesha                                             | [ 10 ]        |
| 20 tháng 11    | "What's My Name?"          | Rihanna hợp tác với Drake                         | [ 50 ]        |
| 27 tháng 11    | "Like a G6"                | Far East Movement hợp tác với The Cataracs và Dev | [ 51 ]        |
| 4 tháng 12     | "Only Girl (In the World)" | Rihanna                                           | [ 6 ]         |
| 11 tháng 12    | "Raise Your Glass"         | Pink                                              | [ 52 ]        |
| 18 tháng 12    | "Firework"                 | Katy Perry                                        | [ 7 ]         |
| 25 tháng 12    | "Firework"                 | Katy Perry                                        | [ 53 ] [ 54 ] |